# Acrió
Acrió (llatí: Acrion) fou un filòsof pitagòric originari de Locres Epizefiris esmentat per Ciceró. Valeri Màxim l'anomena Arió, però es tracta d'una errada en els manuscrits.